# کاروانسرای بلاآباد
بلاباد مربوط به دوره صفوی است و در شهرستان نائین، روستای بلاآباد واقع شده و این اثر در تاریخ ۳۰ تیر ۱۳۸۴ با شمارهٔ ثبت ۱۲۱۱۸ به‌عنوان یکی از آثار ملی ایران به ثبت رسیده است.

## کاروانسرای بلاباد
نائین یکی از شهرستان های تاریخی و باستانی استان اصفهان است که به دلیل قدمت و آثار تاریخی که در خود دارد سالانه میزبان جمعیت بسیاری از گردشگران داخلی و خارجی می باشد. جاذبه ای که در این مطلب می خواهیم درباره ی آن شرح دهیم کاروانسرای بلاباد در شهرستان نائین در استان اصفهان است. 
کاروانسرای بلاباد نایین یکی از بزگترین کاروانسراهای تاریخی با قدمتی حدود 400 سال میباشد. این کاروانسرا که در مسیر بین نایین و اصفهان واقع شده است.
کاروانسرای بلاباد بدون شک زیباترین کاروانسرای واقع در مرکزیترین استان ایران،استان اصفهان میباشد. این کاروانسرا در 25 کیلومتری نائین و با فاصله صد متری جاده نائین-اصفهان قرار دارد و به عنوان یکی از بناهای بی نظیری که از دوره صفویه در این شهر باقی مانده میتواند سالانه توریستهای زیادی را جلب نماید.

## عملیات ناتمام بازسازی کاروانسرای بلاباد
عملیات مربوط به بازسازی و مرمت این بنا  تاریخی یک عملیات تکراری و بدون پایان شده است به این معنی که سازمان میراث فرهنگی در ابتدا با قولهای وام پشتیبانی و... سرمایه گذاران متفاوت را به این بازسازی کاروانسرا دعوت نموده و پس از شروع همکاری و سرمایه گذاری، سازمان میراث فرهنگی با دست اندازیهای متفاوت و عدم انجام قولهای ذکر شده، باعث شده است ، عملیات بازسازی کاروانسرای بلاباد به یک پروژه ناتمام تبدیل گردد. 
متاسفانه رویکرد سازمان میراث فرهنگی به عنوان متولی اصلی نگهداشت و پاسداشت آثار تاریخیو همچنین  نهاد متولی در جلب مشارکت مردمی برای حفظ آثار تاریخی با عدم همکاری در پشتیبانی مالی از پروژه های نگهداری و بازسازی اماکن تاریخی باعث میگردد تا سرمایه گذاران قید سرمایه گذاری روی اماکن تاریخی را زده و به فکر سرمایه گذارزی های دیگر باشند.

## مختصری از تاریخ کاروانسرای بلاباد
کاروانسرای بلاباد از شاهکارهای معماری دوره صفویه و یکی از محدود بناهای مدور ایرانی در مسیر فرعی جاده ابریشم میباشد.این بنا در دوره ی صفوی ساخته شده و شاه عباس صفوی در آن دوره حدود یک هزار کاروانسرا در ایران بنا نهاد و کاروانسرای بلاباد یکی از زیباترین ها آن ها به شمار می رود. در بسیاری از کتب تاریخی آمده است که کاروانسرای بلاباد در نائین به اقامت در شب برای مسافران زیادی که در این مسیر تردد میکرده اند به دستور شاه عباس ساخته شده است. معماری و نظارت بر ساخت کاروانسرای بلاباد در نایین با نظارت مستقیم درباریان در آن زمان بوده ؛ و به این ترتیب این مجموعه به یکی از با امنیت ترین و زیباترین محل های اسکان مسافرین بین راه در آن زمان تبدیل گردید. پلان مستطیلی این کاروانسرا و سبک ساخت این کاروانسرا، کاروانسرای بلاباد را از دیگر کاروانسراها بسیار متمایز نموده است. مسلمانان در ساخت بناهای خود از اعداد مقدس استفاده می کنند که در این بنا هم می توانید اعدادی نظیر 4 برج و 18 صفه را در ساخت آن مشاهده کنید.این کاروانسرا دارای چهار برج دیده بانی و 18 اتاق مجزا با مساحتی بالغ بر 2200 متر ساخته شده است. به منظور حفاظت بیشتر از این کاروانسرا تنها یک درب ورودی برای آن ساخته شده است و محلی مستقل به منظور بارانداز برای این کاروانسرا در نظر گرفته شده بوده است.
کاروانسرای بلاباد در زمانهای نبرد و خطر محلی جهت استقرار تفنگچیان و مستحفظان بوده است و در سایر زمانها بهترین محل برای اتراق مسافران بوده است و محلهای مخصوصی برای نگهداری حیوانات و وسایل هر کاروان به صورت مجزا از قبل دیده شده بوده است. امروزه هم تمامی مکان هایی که برای این منظور ساخته شده بوده نیز به همان شکل نگهداری شده به طوری که از آن به عنوان هتل برای اقامت گردشگران نیز بهره می برند.

## معماری کاروانسرای بلاباد
کاروانسرای بلاباد در شهرستان نایین، دارای نقشه مستطیلی و چهار پلان چسبیده به دیوار با حوضچه ای استثنائی میباشد.این کاروانسرا صحنی چهار ضلعی دارد که در اطراف آن رواق‌ های سکو داری قرار دارد. کاروانسرای بلاباد را با آجر بنا کرده اند و دارای دو ایوان منحصر به فرد میباشد که  استراحت در دو ایوان موجود در این کاروانسرا با هوای فوق العاده سالم این منطقه و چشم اندازی از ستاره های زیبا ، اقامت شما را به یک خاطره فراموش نشدنی تبدیل خواهد نمود. در بخش شمالی رباط اتاق‌هایی که شاه نشین عمارت بوده قرار دارد که در حال حاضر بخشی از آن سالن به عنوان کافه و بخش دیگر با فرش های دست بافت و پشتی های زیبا برای نشستن و استراحت طراحی شده است.
در ورودی کاروانسرا، در دو طرف پله هایی وجود دارد که به پشت بام کاروانسرا راه دارد و می توان برای تماشای آسمان فوق العاده زیبای کویر از طریق این پله ها به پشت بام رفت.

## دسترسی به کاروانسرا
به منظور دسترسی به کاروانسرای بلاباد در شهرستان نایین باید به 25 کیلومتری جاده نائین – اصفهان  بروید.

## نگارخانه

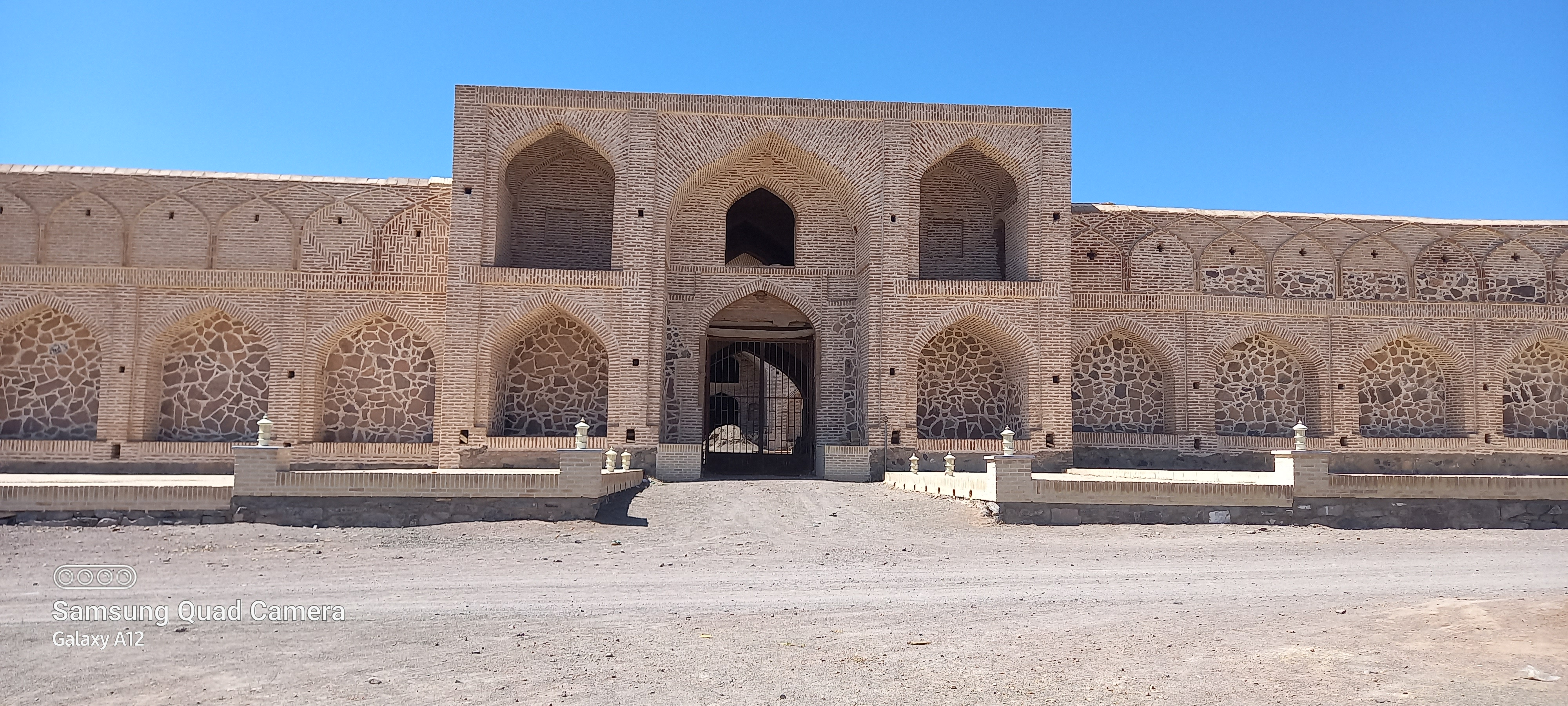
کارونسرای روستای بلاباد نائین (اصفهان)